# Syritta pilosa
Syritta pilosa är en tvåvingeart som beskrevs av Lyneborg och Barkemeyer 2005. Syritta pilosa ingår i släktet kompostblomflugor, och familjen blomflugor.
Artens utbredningsområde är Uganda. Inga underarter finns listade i Catalogue of Life.